# Мандзюк, Виталий Васильевич
Вита́лий Васи́льевич Мандзю́к (укр. Віталій Васильович Мандзюк; 24 января 1986, Вилино, Бахчисарайский район, Крымская область) — украинский футболист. Играл на любой позиции в защите и на позиции опорного полузащитника.

## Клубная карьера
Виталий Мандзюк является воспитанником симферопольского училища олимпийского резерва (УОР). Начинал профессиональную карьеру в киевском «Динамо». В основном играл за фарм-клубы — «Динамо-3» и «Динамо-2», за которые в суме провёл 62 игры и забил 3 гола. Первую половину сезона 2008/09 провёл на правах аренды в киевском «Арсенале». С «Динамо» завоевал только 2 трофея — Кубок Первого канала 2008 и чемпионат Украины 2008/09.
23 декабря 2009 года было принято решение о переходе Мандзюка в «Днепр». Был капитаном команды. 16 октября 2017 года в прямом эфире телеканала «Футбол 1» объявил о завершении карьеры из-за хронической травмы ноги, полученной ещё по ходу сезона 2012/13.

## Карьера в сборной
В национальной сборной дебютировал 6 февраля 2008 года в товарищеском матче против сборной Кипра. Тренер сборной Алексей Михайличенко вызвал Виталия в связи с травмами Дмитрия Чигринского и Андрея Несмачного.

## Личная жизнь
Был женат, бывшая супруга — Анна Мандзюк (Дрига). В браке родился сын — Артём. Брат, Александр, также футболист.

## Достижения
«Динамо» (Киев)
- Чемпион Украины (1): 2008/09
- Обладатель Кубка Первого канала (1): 2008